# Kanári-szigeteki füzike
A kanári-szigeteki füzike (Phylloscopus canariensis) a verébalakúak (Passeriformes) rendjébe, ezen belül a füzikefélék (Phylloscopidae) családjába és a Phylloscopus nembe tartozó faj. Korábban a csilpcsalpfüzike alfajának tekintették. 12-14 centiméter hosszú. A Kanári-szigeteken él. Többnyire rovarokkal, pókokkal táplálkozik. Januártól júniusig költ, fészekalja 2-5 tojásból áll.

## Alfajai
- P. c. canariensis (Hartwig, 1886) – nyugat-Kanári-szigetek;
- P. c. exsul (E. J. O. Hartert, 1907) – Lanzarote (feltételezhetően kihalt, 1986-ban látták utoljára).

## Fordítás
- Ez a szócikk részben vagy egészben  a   Canary Islands chiffchaff című angol Wikipédia-szócikk fordításán alapul.  Az eredeti cikk szerkesztőit annak laptörténete sorolja fel. Ez a jelzés csupán a megfogalmazás eredetét és a szerzői jogokat jelzi, nem szolgál a cikkben szereplő információk forrásmegjelöléseként.